# كبوسين خماسي
كبوسين خماسي (الاسم العلمي:Tropaeolum pentagonum) هو نوع من النباتات يتبع جنس الكبوسين من الفصيلة الكبوسينية.